# Heptathela kimurai
L'espècie Heptathela kimurai és un mesotel de la família dels lifístids. El nom kimurai es deu al seu descobridor, Arika Kimura, que el va descriure el 1920. En japonès l'anomenen kimura-gumo; la paraula kumo en japonès significa "aranya", i gumo és una variació en la pronúncia deguda al fenomen lingüístic del rendaku.
Les característiques ancestrals d'Heptathela kimurai inclou fileres en una posició central, al mig de l'abdomen, i senyals de segmentació a l'abdomen, trets que no es poden veure en les aranyes actuals. Per tant, l'estudi d'aquesta espècie és molt important per comprendre l'evolució de les aranyes, ja que té una existència que es remunta a uns 400 milions d'anys; són de les aranyes vivents més antigues.
Amb el fil de seda fixa la posta d'ous a la superfície del seu cau, així aconsegueix tenir-los més ben protegits. També envolta de seda els caus i protegeix l'entrada amb una coberta que fa la funció de camuflatge. Quan surt a caçar deixa un fil de seda que li serveix d'orientació.
S'han trobat algunes subespècies d'Heptathela kimurai:
- H. k. amamiensis
- H. k. higoensis
- H. k. yanbaruensis
- H. k. yakushimaensis